# Ковалёв, Алексей Борисович
Алексе́й Бори́сович Ковалёв (род. 10 августа 1973, Тамбов) — российский футбольный арбитр. В прошлом был футболистом. Выступал на позиции полузащитника. Играл за любительскую команду «Локомотив» (Тамбов).
Судейскую карьеру начал в 1993 году. С 2006 по 2010 год судил матчи чемпионата России. Арбитр региональной категории. Председатель коллегии судей федерации футбола Тамбова, тренер ДЮСШ № 7 Тамбова.